# Miguel Rubín de Celis
Miguel Froilán Rubín de Celis y Pariente (Llanes, 17??-1799), militar asturiano, de familia de la hidalguía llanisca, y expedicionario en América del Sur. Teniente de Fragata de la Real Armada y Caballero de Santiago, hermano de Joaquín Rubín de Celis y Pariente, estuvo vinculado temporalmente a la Real Academia de Historia de España y la Real Academia de Marina de Francia.
En 1783, en una expedición científica en la región suramericana de Chaco dirigida por él, acompañado por el ingeniero Pedro Antonio Cerviño y el militar Francisco Gabino Arias, descubrió un gran meteorito al que llamó Mesón de Fierro en la región conocida como Campo del Cielo. También trabajó en la construcción de la catedral de La Paz, Bolivia.
A partir de 1789 su orientación ideológica le aproximará a la Revolución francesa, dedicándose a la difusión de textos liberales, siendo por ello perseguido en España. Junto a José Marchena publicó la Gaceta de la libertad y de la igualdad en agosto de 1792.
Murió en Francia en 1799.

## Obras
- Discurso sobre una constitución libre, Bayona, 1792.